# Падва, Генрих Павлович
Ге́нрих Па́влович Па́два (род. 20 февраля 1931, Москва) — советский и российский юрист и адвокат. Заслуженный юрист Российской Федерации.

## Образование
Родился в Москве 20 февраля 1931 года в семье Павла Юрьевича Падвы и Евы Иосифовны Рапоппорт. Окончил Московский юридический институт (1953), исторический факультет Калининского педагогического института (заочно; 1961).

## Адвокатура
Начал адвокатскую практику по распределению в Калининской области, и, что Падва сам отмечает особо, в год смерти Сталина.
В 1953—1971 годах работал в Калининской областной коллегии адвокатов. Полугодичную стажировку проходил в городе Ржеве, затем полтора года был единственным адвокатом в районном центре Погорелое Городище. Позднее работал адвокатом в Торжке и Калинине.
С 1971 года — член Московской городской коллегии адвокатов (МГКА), с 1985 года — член её президиума и директор НИИ адвокатуры при Московских коллегиях адвокатов. С 1989 года — вице-президент Союза адвокатов СССР (затем Международного союза (содружества) адвокатов). С 2002 года — адвокат Адвокатской палаты города Москвы. Один из учредителей и управляющий партнёр адвокатского бюро «Падва и партнёры».
Падва, которого считают одним из самых высокооплачиваемых адвокатов в России, в исключительных случаях работает бесплатно.

### Известные клиенты и дела
Среди доверителей Падвы были крупные журналы и газеты (Издательский дом «Коммерсантъ», «Огонёк», «Известия»), известные российские и иностранные компании («ПепсиКо», «Ренессанс Капитал», «Кембридж Кэпитал», «Холдинг Москва», «Центр КНИТ — Калужская застава»), банки (в том числе «Ситибанк», Менатеп), а также семьи академика Андрея Сахарова и артиста Владимира Высоцкого.
Представлял интересы подруги Бориса Пастернака Ольги Ивинской и её наследников в длительном (1994—2001) судебном процессе по поводу судьбы архива Пастернака (интересы наследников писателя, невестки Натальи и внучки Елены представляла адвокат Любарская). Позднее с большим сожалением он вспоминает неудачу в этом гражданском деле: Доходило до абсурда и издевательства над памятью гения: чиновники требовали документы о дарении О. Ивинской рукописи стихотворения, посвящённого ей же самой!
Был защитником ряда известных лиц, в том числе:
- криминального авторитета Вячеслава Иванькова, более известного, как «Япончик» (1981)[3]; с Иванькова были сняты обвинения в незаконном хранении огнестрельного оружия, однако он был приговорён к 14 годам лишения свободы[4].
- бывшего председателя Верховного Совета СССР Анатолия Лукьянова (1991—1994; «дело ГКЧП», завершившееся амнистией);
- крупного предпринимателя Льва Вайнберга (1995—1996; подзащитный был освобождён из-под стражи, а вскоре дело было прекращено);
- заместителя директора Федерального управления по делам о несостоятельности (ФУДН) Петра Карпова (1996—1997; обвинён в получении взятки, дважды заключался под стражу и дважды освобождался под подписку о невыезде, дело прекращено по амнистии);
- бывшего председателя Роскомдрагмета Евгения Бычкова (2001; подзащитный был амнистирован, часть обвинений с него была снята);
- бывшего управляющего делами Президента России Павла Бородина (2000—2002; Бородин был арестован в рамках расследования «дела Mabetex», дело было прекращено);
- бывшего председателя совета директоров КрАЗа Анатолия Быкова (2000, 2003; подзащитный признан виновным, но ему назначено условное наказание);
- предпринимателя Фрэнка Элкапони (Мамедова) (2002—2003; обвинение в хранении и перевозке наркотиков было снято, подсудимый освобождён в зале суда);
- бывшего главы НК «ЮКОС» Михаила Ходорковского (2004; подсудимый приговорён к 9 годам лишения свободы, затем срок снижен до 8 лет);
- актёра Владислава Галкина;
- бывшего министра обороны России Анатолия Сердюкова[5];
- бизнесмена Алишера Усманова (2017).

## Награды
За вклад в развитие российской адвокатуры был награждён золотой медалью имени Плевако, за большой личный вклад в развитие законодательной системы, многолетнюю адвокатскую практику, направленную на защиту гражданских прав и свобод личности, удостоен почётного знака «Общественное признание».

По словам адвоката Генри Резника: 

Генрих — юрист высочайшей пробы. И без преувеличения — выдающийся адвокат. Ему присуще качество, которые, увы, сейчас, уходит, к великому сожалению. Это высочайшая правовая культура. Дело в том, что Падва беззаветно предан профессии. А если ещё учесть, что он обладает таким качеством, как самоирония, которое, на наш взгляд, просто необходимо человеку… У него развито чувство юмора, само общение с ним доставляет просто удовольствие. И я горжусь нашей дружбой, соответственно надеюсь, что Генрих платит мне тем же.

## Семья и увлечения
Женат вторым браком на женщине 40 годами моложе себя. Жена (с 1996 года) — искусствовед и помощник нотариуса Оксана Мамонтова (р. 1971), окончила Московскую юридическую академию. Её сын от первого брака Глеб воспринимает Генриха Павловича, по словам Оксаны, как родного отца. Супруги заключили брачный договор.
Первая супруга Альбина скончалась в 1974 году. От этого брака имеет дочь.
Любимые художники — Эль Греко, Утрилло. Из современных мастеров предпочитает творчество Натальи Нестеровой.